# Anatylus pavloskii
Anatylus pavloskii är en kräftdjursart. Anatylus pavloskii ingår i släktet Anatylus och familjen Dexaminidae. Inga underarter finns listade i Catalogue of Life.